# Clusia engleriana
Clusia engleriana är en tvåhjärtbladig växtart som beskrevs av J. J. Pipoly. Clusia engleriana ingår i släktet Clusia och familjen Clusiaceae. Inga underarter finns listade i Catalogue of Life.